# Ken Jenkins
Ken Jenkins (Dayton, Ohio, 1 de enero de 1940) es un actor estadounidense, más conocido por su papel del doctor Robert "Bob" Kelso, el arisco y sarcástico jefe de medicina de la sitcom Scrubs.

## Carrera
De familia de origen galés, en 1969 fue uno de los fundadores de la compañía teatral Actors Theatre of Louisville, de la que fue director artístico durante tres años. De esta institución salieron dramaturgos como Beth Henley y Marsha Norman. 
En televisión ha aparecido en series como Homefront, The X-Files, Babylon 5 y Star Trek: La nueva generación. En la pantalla grande se le ha visto en películas como Executive Decision, The Abyss, Air America, Last Man Standing, Fled, 60 segundos, I Am Sam, The Sum of All Fears, Matewan, In Country, Courage Under Fire y el remake de Psicosis (1998). Fue el padre de Fran Goldsmith en la miniserie basada en la novela de Stephen King Apocalipsis.
Jenkins también canta y toca la guitarra acústica, como demostró en dos episodios de Scrubs: "My Tuscaloosa Heart" y "My Musical".

## Vida personal
Jenkins estuvo casado con la artista Joan Patchen desde 1958 hasta 1970, con la que tuvo tres hijos: Matthew, Daniel y Joshua. Desde 1970 está casado con la actriz Katharine Houghton. Con su hijo Daniel H. Jenkins participó en el musical de Broadway Big River: The Adventures of Huckleberry Finn (1985).